# 余廉
拿督余廉神父（Dato' Father Arthur A. Julien, M.E.P. 1917年2月25日—2004年9月11日），比利时籍天主教神父。

## 生平
- 1917年2月25日：余廉出生于比利时北部欧乐森城（荷兰语：Olsene）。父亲是一名税务局公务员，母亲是家庭主妇。
- 1935年：在比利时修完高中及在比利时教会学院攻读2年哲学。
- 1937年：修业完成，随后进入大修院，第一年在比利时受训，第二年在北非洲的突尼西亚。前后在北非洲4年。
- 1944年6月3日：正式成为神父。
- 1946年：在法国当神父。
- 1946年3月23日：被派往中国南部安隆及贵州传教至1952年。
- 1952年：离开中国被派到马来西亚槟城，在中路圣母七苦堂任该教堂本堂神父，也分别在青草巷及亚依淡教堂服务多年。
- 1954年：圣德兰节成立公教职工青年会，不久又成立公教学生青年会。
- 1983年：被调往霹雳州实兆远圣芳济撒肋爵教堂(Church of St. Francis De Sales)任本堂神父。
- 1999年：完成重建实兆远圣芳济撒肋爵教堂。
- 2004年9月11日：在槟城芭都兰樟安老院辞世。

## 教育贡献
- 1946年：在中国贵州创立小型学府，中国共产党执政后关闭。
- 1956年：在马来西亚槟城中路创办恒毅小学。
- 1957年：借用槟榔律修道院淡米尔小学以及浮罗池滑天主教堂之一间木屋创办恒毅私立中学（已停办），供超龄生及贫穷子弟就读。
- 1961年：向罗马天主教教宗申请巨额拨款购下槟城哈密顿律6英亩地段，用作发展恒毅国民型华文中学。
- 1967年：在槟城哈密顿律创办恒毅国民型华文中学，建筑梭工前借用中路恒毅小学课室上课。
- 1969年：在槟城中路创办恒毅幼稚园（已停办），同年迁至三条路海墘（Presgrave Street）。
- 1973年：向天主教教会申请一块3亩土地于商务小学，并献议商务小学迁至亚依淡。
- 1998年：他回到比利时为恒毅筹款，并筹到马币廿万作为迁建恒毅幼稚园的用途。

## 荣誉
- 1995年 7月：荣誉封赐DSPN拿督勋衔，成为马来西亚首位获此荣誉的外国神父。
- 1999年，余廉神父退休后，入住巴都兰樟安老院。
- 2003年4月30日：荣获光明日报主办光明勇士奖冠军宝座。
- 2004年7月：罗马教宗若望保禄二世颁发祝福证书。
- 2004年12月18日：获追颁林连玉精神奖，表扬其对华文教育之贡献。

## 名言
- 我会想办法影响这些人（年轻人），让他们知道学华文的好处。不学华文的华人是忘本的。
- 我是白皮人，但我流的是黄皮肤人的血液。
- 唯有通过教育，才能改善穷人家的生活，从而走出贫穷的命运。